# Arroyo de la Luz
Arroyo de la Luz é um município da Espanha na comarca de Cáceres, província de Cáceres, comunidade autónoma da Estremadura. Tem 128,1 km² de área e em 2021 tinha 5 663 habitantes (densidade: 44,2 hab./km²). Faz parte da Mancomunidade de Tejo-Salor. Está ligada à rede ferroviária portuguesa através do Ramal de Cáceres.

## Demografia
| Variação demográfica do município entre 1991 e 2004 [carece de fontes?] | Variação demográfica do município entre 1991 e 2004 [carece de fontes?] | Variação demográfica do município entre 1991 e 2004 [carece de fontes?] | Variação demográfica do município entre 1991 e 2004 [carece de fontes?] |
| ----------------------------------------------------------------------- | ----------------------------------------------------------------------- | ----------------------------------------------------------------------- | ----------------------------------------------------------------------- |
| 1991                                                                    | 1996                                                                    | 2001                                                                    | 2004                                                                    |
| 6619                                                                    | 6645                                                                    | 6594                                                                    | 6635                                                                    |